# والي أوين
والي أوين (بالإنجليزية: Wally Owen)‏ (1864 في المملكة المتحدة - ) هو لاعب كرة قدم بريطاني (وحمل سابقاً جنسية المملكة المتحدة لبريطانيا العظمى وأيرلندا) في مركز الهجوم. لعب مع بورت فايل وستوك سيتي وLong Eaton Rangers F.C. ‏.